# Célula fantasma
Una célula de fantasma es una célula epitelial eosinofílica engrandecida con un citoplasma eosinofílico sin núcleo.
Se pueden encontrar en:
- Craneofaringioma (bolsa de Rathke)[1]
- Odontoma[2]
- Fibroma ameloblástico[3]
- Quiste odontogénico calcificante  (quiste de Gorlin)[4]
- Pilomatricoma[5]